# Wilhelm Wilke (Admiral)
Wilhelm Wilke (* 6. Mai 1878; † 5. Januar 1963) war ein deutscher Konteradmiral der Reichsmarine.

## Leben
Wilhelm Wilke trat am 7. April 1896 in die Kaiserliche Marine ein. 1909 war er als Kapitänleutnant (Beförderung am 30. März 1906) als Admiralstabsoffizier bei der Marinestation de Nordsee. Am 22. März 1913 wurde er Korvettenkapitän und war später bis Oktober 1916 Admiralstabsoffizier der Hochseestreitkräfte, zeitgleich Flotten-Navigationsoffizier und Navigationsoffizier auf der Friedrich der Große. An Bord dieses Großlinienschiffs nahm er Ende Mai/Anfang Juni 1916 an der Skagerrakschlacht teil. Bis Kriegsende war er Dezernent in der Abteilung für Mobilmachung, militärische Fragen des Seerechts und militärische Nebeninteressen der Marine (A IV) des Allgemeinen Marinedepartements im Reichsmarineamt.
Nach dem Krieg wurde er in die Reichsmarine übernommen. Am 21. Januar 1920 wurde er Fregattenkapitän und am 1. Oktober 1920 Kapitän zur See. Am 31. Dezember 1923 wurde er mit dem Charakter als Konteradmiral aus der Marine verabschiedet.